# Segura (Guipuscoa)
Pour les articles homonymes, voir Segura (homonymie).
Segura  (prononcer « Chégoura ») est une commune du Guipuscoa dans la communauté autonome du Pays basque en Espagne.

## Toponyme
Segura a été fondée comme ville nouvelle fortifiée par le roi de Castille Alfonse X le Sage en 1256. Elle est située près de la frontière avec la Navarre et était placée sur la route stratégique qui reliait la Castille avec le reste de l'Europe. Pour cette raison, il est évident que Segura tient son nom du roi qui l'a fondée bien qu'elle n´ait plus e rôle de défense pour laquelle elle a été conçue.
On pense qu'il y avait un noyau de population  préexistant proche, près duquel la cité a été fondée, mais on n'en connaît pas le nom. En basque la localité a été depuis longtemps appelée Segura, sans distinction du nom castillan.
Du fait que Segura se trouve dans une zone profondément bascophone, quelques étymologistes en s'éloignant de la théorie la plus répandue, ont essayé de  chercher une origine étymologique par le basque, liant presque toujours le nom du bourg au mot ura (eau).
Le gentilé est segurarra. Les habitants de Segura reçoivent aussi le surnom de zopajaleak (mangeurs de crapeaux).

## Situation et accès
Segura est situé dans la comarque du Goierri, dans la partie la plus haute de la vallée de la rivière Oria (240 m d'altitude), à 49 km de Saint-Sébastien et à 7 km de Beasain, les principales villes de cette comarque.
On accède à la ville après quelques kilomètres à travers une route régionale sortie de l'autoroute A-1 (Madrid-Irun). Segura n'a pas de gare de chemin de fer mais une ligne régulière d'autobus « Zegama-Ordizia » qui relie Beasain et Ordizia.

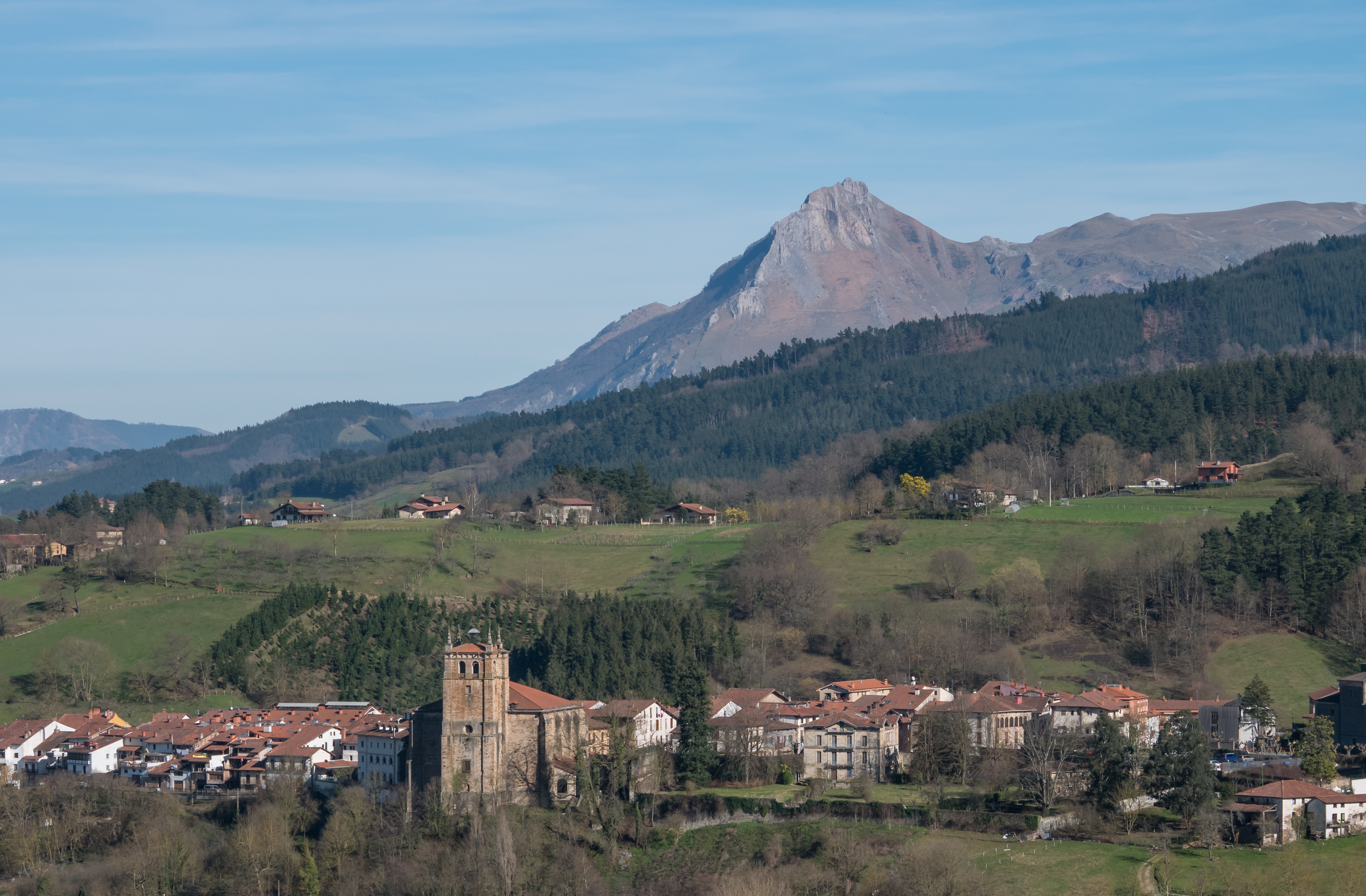
Vue de la sierra d'Aralar et de la ville de Segura

## Géographie urbaine
Le noyau urbain de Segura est placé sur une élévation de terrain près de la rivière Oria. La plupart des habitants de la localité y vivent. Ce noyau urbain présente, encore de nos jours, une trame urbaine de type médiéval, ellipsoïdale et avec des rues parallèles unies entre lles par des cantons. La Calle Mayor (rue principale) correspond à l'ancien Camino Real (route royale) qui traversait la ville. Hors de l'ancienne enceinte emmurée et le long du Camino Real on a développé plusieurs faubourgs, comme celui de San Andres ou d'Arriba et celui de la Magdalena. Autour du noyau urbain sont dispersées une cinquantaine de fermes (caseríos).

## Économie
La population de Segura correspond à un archétype des communes rurales basques. Il présente une pyramide de population bien plus âgée que dans les autres communes de la comarque et une plus grande proportion de population employée dans le secteur primaire, bien que celle-ci soit assez faible. L'industrie a une petite implantation dans la commune, bien que beaucoup de leurs habitants travaillent dans les industries des localités proches. La population dispose d'un commerce de vente au détail et hôtelier qui couvre les consommations de première nécessité.
La grande majorité de la population, environ 90 %, est née au Pays basque et 75 % dans la comarque même du Goierri. Près 90 % de la population domine le Basque ou euskara, qui est la langue couramment utilisée dans les relations familiales et sociales de la commune, correspondant au profil type d'une localité rurale du Guipuscoa. C'est politiquement une commune avec un fort enracinement nationaliste, où les partis de niveau national (PP et PSOE) n'ont pas dépassé dans les dernières élections d'autonomes 5 % des votes. L'actuel maire est Mikel Areizaga Camara de la coalition EAJ/PNV-EA.

## Histoire
Segura a été une ville assez importante dans le Guipuscoa, mais le devenir de l'histoire l'a reléguée à un rôle secondaire.
Segura a appartenu depuis sa fondation, en 1401, à la Parzonería d'Aitzania, avec Idiazabal, Legazpia, Zegama et Zerain. Son importante activité d'élevage était une raison importante pour sa participation.
- Fondation :

La ville de Segura a été fondée 1256 par le roi castillan Alfonso X. Le Gipuzkoa avait été annexée par la Castille 50 années auparavant et avait une grande importance stratégique pour les castillans, puisque c'était son unique voie de communication avec la France et le reste de l'Europe, où le roi avait d'importants intérêts.
Pour cette raison, pour protéger la route qui unissait la Castille avec la France, à travers le tunnel de San Adrián et la vallée de la rivière Oria, une zone proche de la frontière de la Navarre et donc assez dangereuse, a été fondée la ville de Segura entourée de remparts. Son nom d'origine romane, donné par le roi "sage", fait clairement allusion à sa fonction de défense. La fondation de Segura n'a pas été un fait isolé, puisqu'à la même époque ont été fondées d'autres villes du Guipuscao, en suivant les routes principales qui partaient de l'intérieur vers la côte, en suivant les vallées de l'Oria et du Deba.
La ville a aussi servi de refuge aux paysans de la zone, faits face aux dangers de bandits, des incursions navarraises et des chefs banderizos (chefs des groupes des bandes) .
- XIVe siècle :

En 1384, neuf villages proches ont décidé de se rattacher à Segura pour des motifs de défense et dans le but de profiter d'exonérations et juridictions dont jouissait la ville. En 1418, la ville a été abandonnée pendant une longue période à cause d'une épidémie de peste. Quand sa population est revenue, en 1422, il s'est produit le pire incendie de son histoire, duquel on a sauvé seulement l'église.
Après les catastrophes de la peste et l'incendie, Segura se récupéra en devenant la principale population de la comarque guipuscoane du Goierri. Sa position stratégique au pied du passage de Lizarrate dans la route de la Castille, la dépendance des villages proches et la situation de la douane dans la population ont contribué à l'âge doré de la population.
- Ère moderne :

Au XVIIe siècle, les villages rattachés à Segura sollicitent leur indépendance auprès du gouvernement et seront émancipés, la décadence politique et économique de la ville commencera. La décadence de Segura sera encore plus brève après l'incendie de 1645 et le tracé postérieur du Camino Real de Coches (route pour voitures de l'époque) par la vallée du rio Deba et le port d'Arlabán, au détriment de Segura et de son passage de Lizarrate ou San Adrián.
La baisse des activités des forges, d'une grande importance aussi dans l'économie locale et finalement l'ouverture de la route N -1 puis du chemin de fer, avec des tracés qui ont écarté Segura, ont achevé la puissance d'une population rurale. L'industrialisation, qui a été affirmée dans les zones du secteur situées le long des axes de communication principaux, est aussi passée au large.

## Patrimoine

### Patrimoine civil
- Au moins comme réconfort à sa décadence économique, Segura a pu maintenir le noyau médiéval, le mieux conservé du Gipuzkoa, qui forme un ensemble historico-artistique notable dans lequel on remarque de nombreux bâtiments, maisons solaires, palais et y compris deux vestiges du rempart. Dans l'ancienne Casa Consitorial, Palacio Lardizabal, construit au XVIIe siècle, ressort le grand blason d'armes de la famille. La Casa Solar de Arrue, avec une galerie d'art mudéjar sur sa façade, constitue un échantillons de ce style dans des terres de gipuzkoa. La Casa solar de Guevara, du bas Moyen Âge, conserve une porte voutée sur laquelle se voient trois petits blasons.
- Maison Ardixarra et Centre d'Interprétation Médiévale. Maison datée du XVIe siècle, de structure de bois situé dans le noyau historique de ville, est le meilleur et presque seul exemple de maison urbaine de structure en bois que nous pouvons trouver au Pays basque. Dans le grenier de la Casa Ardixarra est situé le seul Centre d'interprétation Médiéval du Pays basque.
- Le trésor de Gazteluberri est un ensemble de 52 monnaies de différents matériaux découvert à Segura et enterré à la fin du XVIe siècle ou au début du XVIIe siècle. Il est conservé au musée archéologique national de Madrid.

### Patrimoine religieux

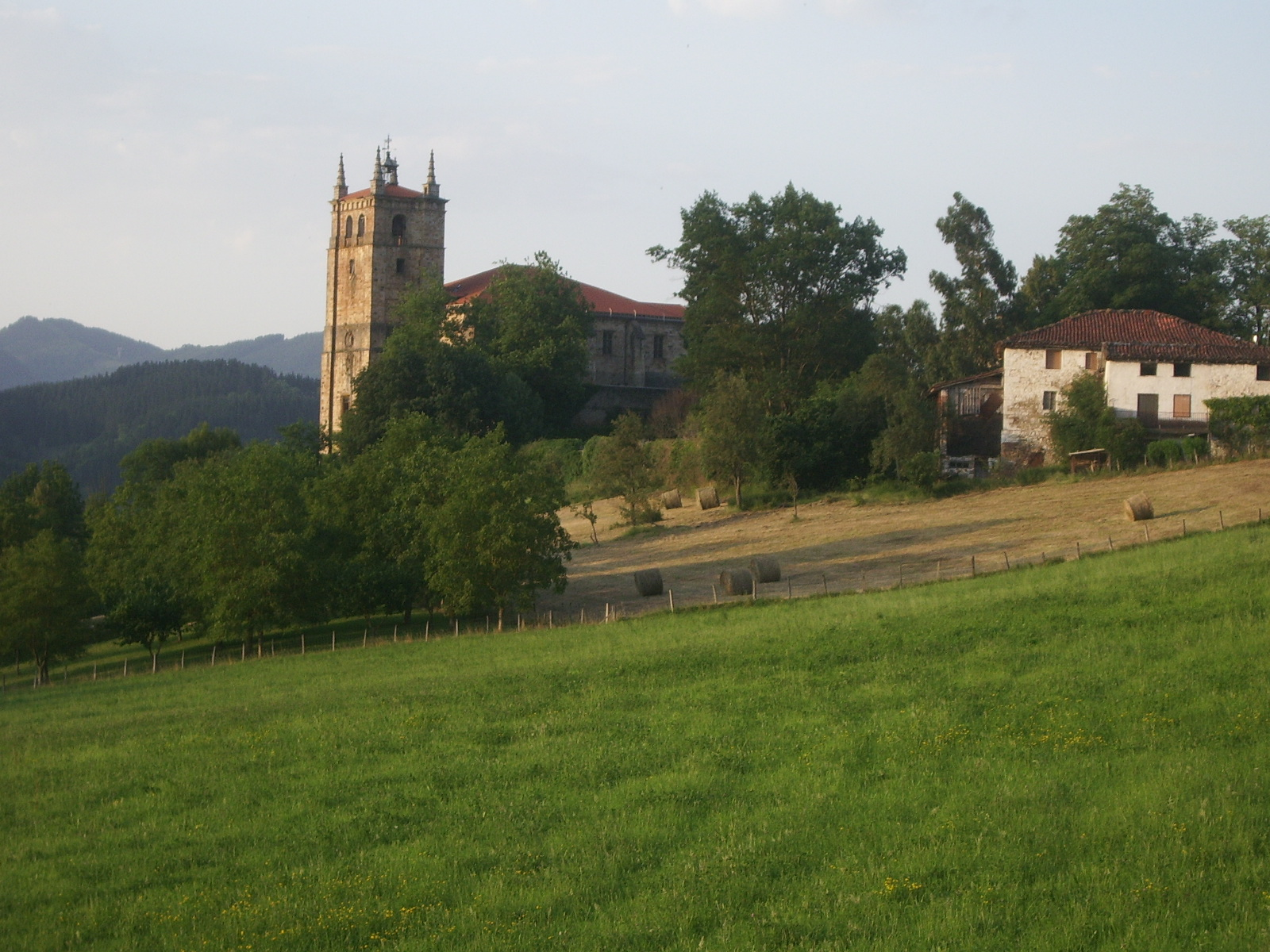
Église de Notre Dame de l'Asomption

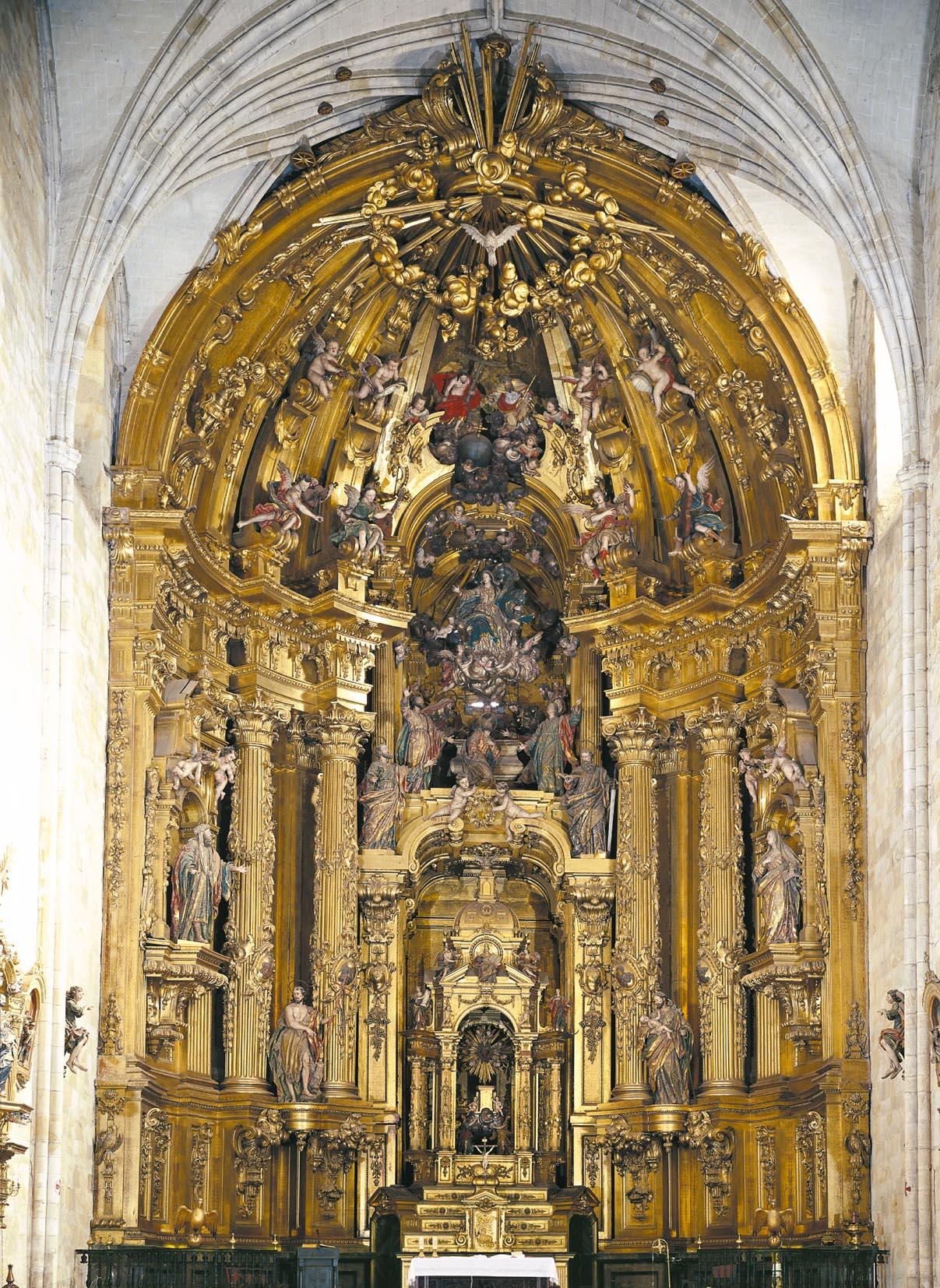
Retable déclaré monument historique

- L'Église paroissiale de Notre-Dame-de-l'Assomption est déclaré Monument Historique Artistique. Il présente trois nefs et contreforts croisés, en formant un style gothique clair du XIVe siècle. Elle possède à l'intérieur un retable churrigueresque, avec des sculptures Luis de Carmona. Le grand lustre ou l'« araignée » qui loge, possède une histoire obscure et intéressante (on dit qu'elle était destinée à la Cathédrale de Lyon).

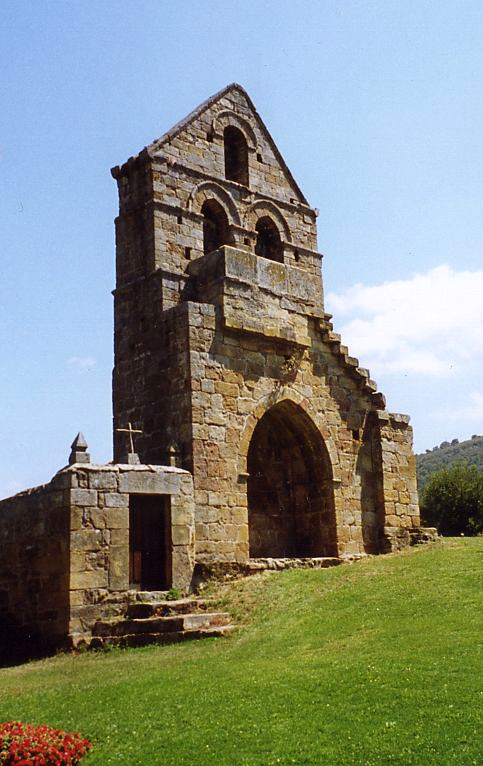
Exemple de construction Espadaña

- Le Couvent des Conceptionistes franciscains, ancien couvent de Santa Isabel, a été fondé en 1519 et conserve plusieurs retables des XIVe et XVIIe siècles, ainsi qu'un Christ gothique du XVe siècle, parmi les plus précieuses du Guipuscoa.
- Ermitages. Dans les environs se trouvent plusieurs ermitages. Dans celui de San Andres, ancienne paroisse de ville, ressortent une sculpture du Christ du XVIe siècle, une croix processionnelle de style gothique. L' Ermita de Santa Engracia présente un portail roman espadaña [4]. L'Ermita de Santa Bárbara, dans la montagne éponyme, et celle, de Saint-Sébastien, où on observe des petits anges noirs dans leur retable, deux autres bâtiments religieux dotés d'intérêt remarquable.

## Personnalités liées à la commune
- Esteban Zurbano : Député général du Guipuscoa dans les derniers cortes d'Isabelle II.

### Sources
- (es) Cet article est partiellement ou en totalité issu de l’article de Wikipédia en espagnol intitulé « Segura (Guipúzcoa) » (voir la liste des auteurs).